# Fédération libanaise de basket-ball
La Fédération libanaise de basket-ball est une association, fondée en 1955, chargée d'organiser, de diriger et de développer le basket-ball au Liban.
La Fédération représente le basket-ball auprès des pouvoirs publics ainsi qu'auprès des organismes sportifs nationaux et internationaux et, à ce titre, le Liban dans les compétitions internationales. Elle défend également les intérêts moraux et matériels du basket-ball libanais. Elle est affiliée à la FIBA, ainsi qu'à la FIBA Asie.
La Fédération organise également le championnat national.

## Logos

Jusqu'en 2015
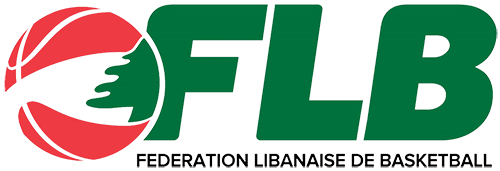
depuis 2015